# ドロテア・ヴィルヘルミーネ・フォン・ザクセン＝ツァイツ
ドロテア・ヴィルヘルミーネ・フォン・ザクセン＝ツァイツ（ドイツ語：Dorothea Wilhelmine von Sachsen-Zeitz, 1691年3月20日 - 1743年3月17日）は、後のヘッセン＝カッセル方伯ヴィルヘルム8世の妃。

## 生涯
ドロテア・ヴィルヘルミーネはザクセン＝ツァイツ公モーリッツ・ヴィルヘルムとブランデンブルク選帝侯フリードリヒ・ヴィルヘルムの娘マリア・アマーリアの間の娘である。1710年までにドロテア・ヴィルヘルミーネの兄弟姉妹はすべて亡くなっており、1718年に父モーリッツ・ヴィルヘルムが死去した後は、ドロテア・ヴィルヘルミーネがザクセン＝ツァイツ公家の唯一の成員となった。
1717年9月27日にツァイツにおいて後にヘッセン＝カッセル方伯となるヴィルヘルム8世と結婚した。グレートブリテン王妃キャロラインはオルレアン公妃エリザベート・シャルロットに、ドロテア・ヴィルヘルミーネのことを「醜く頭が変だった」と伝えている。
ドロテア・ヴィルヘルミーネは精神的な病を患い、1725年以降は公の場に姿を見せなくなった。宮廷において新たに愛妾バルバラ・クリスティーネ・フォン・ベルンホルトがヴィルヘルム8世に同伴するようになり、バルバラ・クリスティーネはドロテア・ヴィルヘルミーネがまだ生存中にエッシャウのベルンホルト女伯とされた。

## 子女
- カール（1718年 - 1719年）
- フリードリヒ2世（1720年 - 1785年） - ヘッセン＝カッセル方伯（1760年 - 1785年）
- マリア・アマリア（1721年 - 1744年）